# Ludger Beerbaum
Ludger Beerbaum (Detmold, 26 agosto 1963) è un cavaliere tedesco, quattro volte campione olimpico nell'Equitazione.

## Biografia

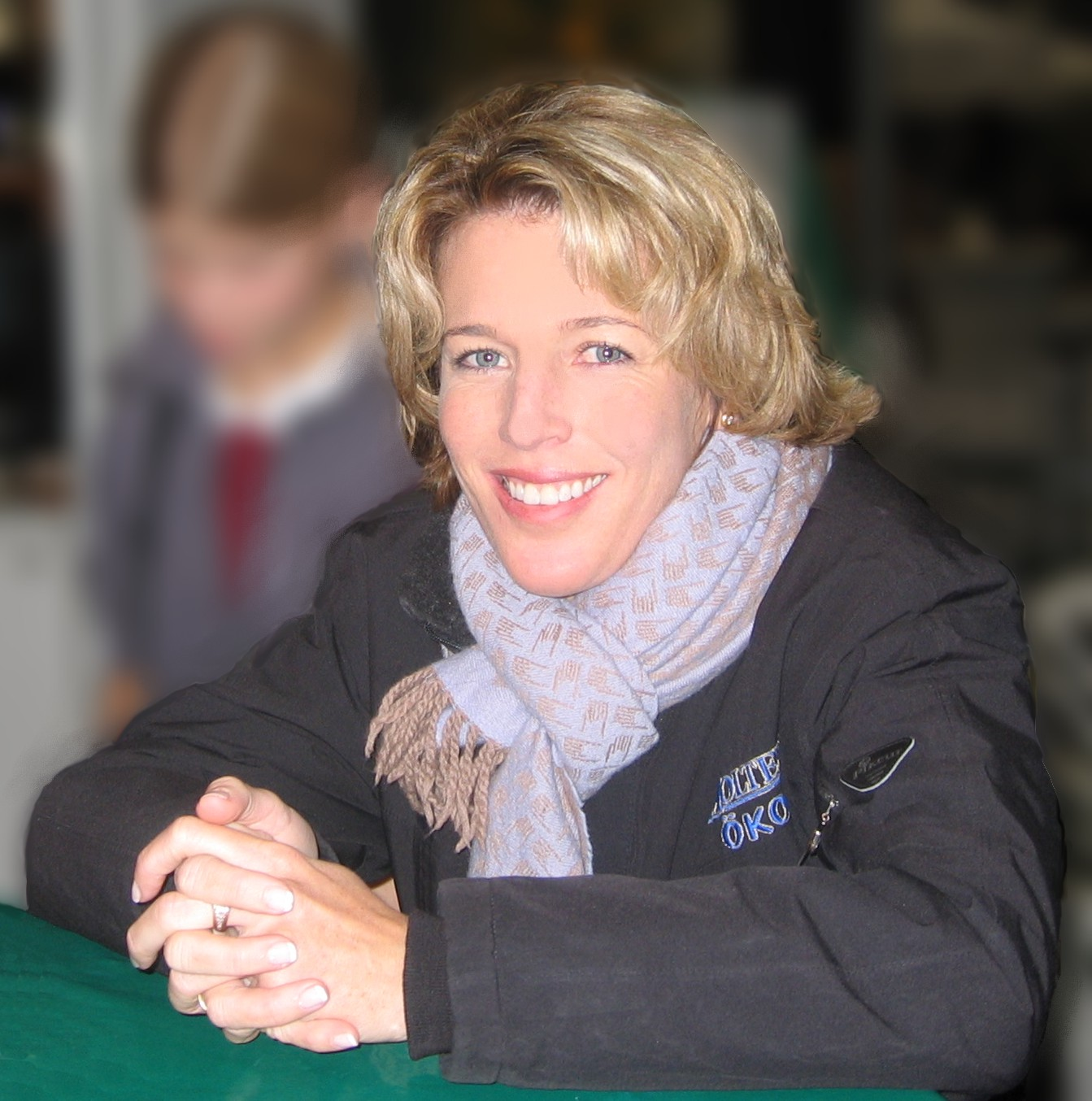
La cognata Meredith Michaels, che nel 2007 ha vinto il titolo europeo, mentre il cognato si classificò 3º

Cognato della statunitense Meredith Michaels (moglie del fratello Markus, anch'egli cavaliere), amazzone campionessa mondiale ed europea, dopo avere acquisito la cittadinanza tedesca.

## Palmarès
- Olimpiadi

Seul 1988: oro nel salto ostacoli a squadre.
Barcellona 1992: oro nel salto ostacoli.
Atlanta 1996: oro nel salto ostacoli a squadre.
Sydney 2000: oro nel salto ostacoli a squadre.
Rio de Janeiro 2016: bronzo nel salto ostacoli a squadre.
- Mondiali

Stoccolma 1990: argento nel salto ostacoli a squadre.
L'Aia 1994: oro nel salto ostacoli a squadre.
Roma 1998: oro nel salto ostacoli a squadre.
Aquisgrana 2006: oro nel salto ostacoli a squadre.
- Europei

Mannheim 1997: oro nel salto ostacoli e nel salto ostacoli a squadre.
Hickstead 1999: oro nel salto ostacoli a squadre.
Arnhem 2001: oro nel salto ostacoli e bronzo nel salto ostacoli a squadre.
Donaueschingen 2003: oro nel salto ostacoli a squadre e argento nel salto ostacoli.
Mannheim 2007: argento nel salto ostacoli a squadre e bronzo nel salto ostacoli.
Herning 2013: argento nel salto ostacoli a squadre.